# Лесли Рој
Лесли Рој (енг. Lesley Roy, Даблин, 17. септембар 1986) је ирска певачица и текстописац.

## Биографија
Деби албум под називом Unbeautiful објављен је 30. септембра 2008. године.
Други албум Let It Out, објављен 7. јуна 2011. године.
РТЕ је 5. марта 2020. објавио да је Лесли је изабрана да представља Ирску на Песми Евровизије 2020. године  Међутим, догађај је отказан због текуће епидемије ковида-19. Године 2021. је учествовала на Песми Евровизији 2021. у првом полуфиналу 18. маја, али није успела да се квалификује у финале.

## Дискографија

### Синглови
| Назив                         | Година |
| ----------------------------- | ------ |
| "I'm Gone, I'm Going"         | 2008.  |
| "Unbeautiful"                 | 2008.  |
| "Hang On"                     | 2016.  |
| "Blood on Your Hands"         | 2016.  |
| "Free the Flame (Ember Moon)" | 2016.  |
| "Story of My Life"            | 2020.  |
| "Gold"                        | 2020.  |
| "Maps"                        | 2021.  |
| "I'll Be Fine"                | 2021.  |